# 스캐러 브레이

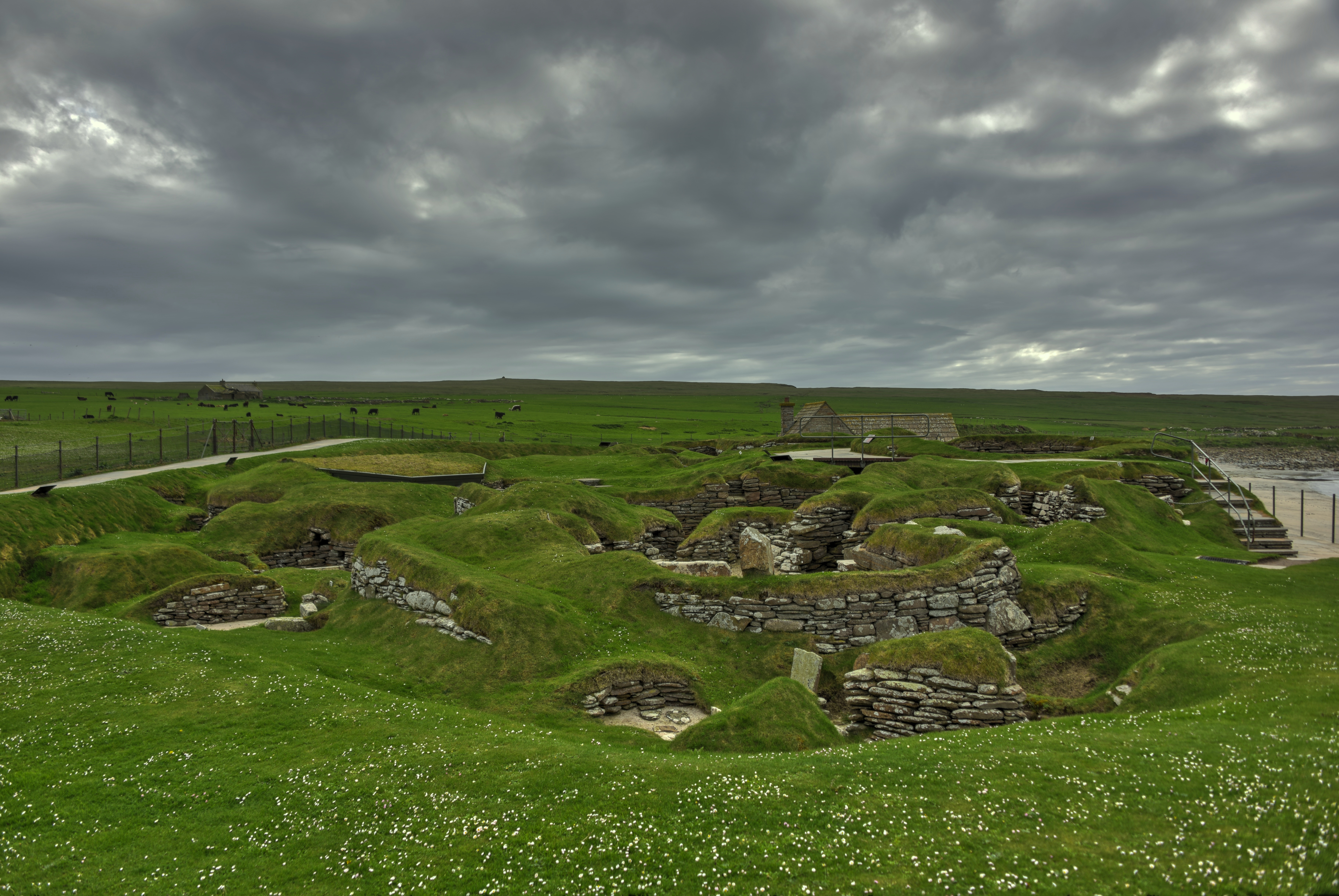

스캐러 브레이(Skara Brae [ˈskærə ˈbreɪ][*])는 스코틀랜드 오크니 제도의 신석기 시대 석조 거주지 유적이다. 오크니 제도에서 가장 큰 섬인 오크니 본섬에 위치해 있다. 8개의 다발성 가옥들로 이루어져 있으며, 기원전 3180년에서 기원전 2500년 사이에 사람이 살았다. 유럽에서 가장 잘 보존된 신석기 촌락 유적이며, 오크니 제도의 신석기 유적의 일부로서 유네스코 세계유산에 등록되어 있다. 스톤헨지나 대피라미드보다도 오래된 유적으로, 완벽한 보존상태 때문에 "스코틀랜드의 폼페이"라고도 한다.

## 발견 및 탐사
1850년 겨울, 극심한 폭풍이 스코틀랜드에 닥쳐 대규모 재산피해와 200 명 이상의 사망자를 발생시켰다. 오크니 본섬 서해안 스칼 만에서는 그전까지 "스케라브라(Skerrabra)"라고 불리던 둔덕이 이 폭풍으로 인해 벗겨져 날아갔다. 폭풍이 걷히고 나자 지역민들이 둔덕이 있던 자리에 지붕이 없는 작은 가옥 여러 개로 이루어진 촌락터를 발견했다. 지역 지주 윌리엄 와트(William Watt)가 아마추어 발굴을 시작했으나, 가옥 네 채만 출토한 뒤 1868년 유적지가 방치되었다. 이후 계속 아무도 건드리지 않은 채 남아 있다가, 1913년의 어느 주말 하룻밤 사이에 누군가 삽질을 해서 알 수 없는 양의 유물들을 도굴해 사라졌다. 1924년 또다른 폭풍이 닥쳐와 가옥들 중 하나를 쓸어버렸고, 이 유적을 좀더 안전하게 지키면서 면밀히 조사할 필요성이 대두되었다. 에든버러 대학교 교수 비어 고든 차일드가 그 소임을 맡게 되어 1927년 중반 처음 오크니로 답사여행을 떠났다.

## 신석기 생활사
스캐러 브레이의 거주민들은 홈무늬토기를 만들고 사용한 홈무늬토기민들이었다. 홈무늬토기란 이 유적지가 만들어지기 얼마 전에 스코틀랜드 북부에 발생한 토기 양식이다. 가옥들은 복토건축, 즉 땅 속에 파묻힌 방식으로 지어졌다. 가옥들이 지어지기 전에 이 자리에 이미 패총으로 된 둔덕이 있었고, 그 둔덕을 파서 그 안에 복토가옥을 지었다. 패총은 가옥들에 안정성을 제공했으며 또한 오크니의 혹독한 겨울 추위로부터 가옥 내부를 보호하는 단열재의 역할도 했다. 각 가옥의 평균적인 크기는 40 평방미터(430 평방피트)이며, 형태는 정사각형에 난방 및 요리에 사용되는 돌난로가 있었다. 가옥들의 개수로 미루어 보아 스캐러 브레이의 거주민 수는 50명을 넘지 못했을 것이다.

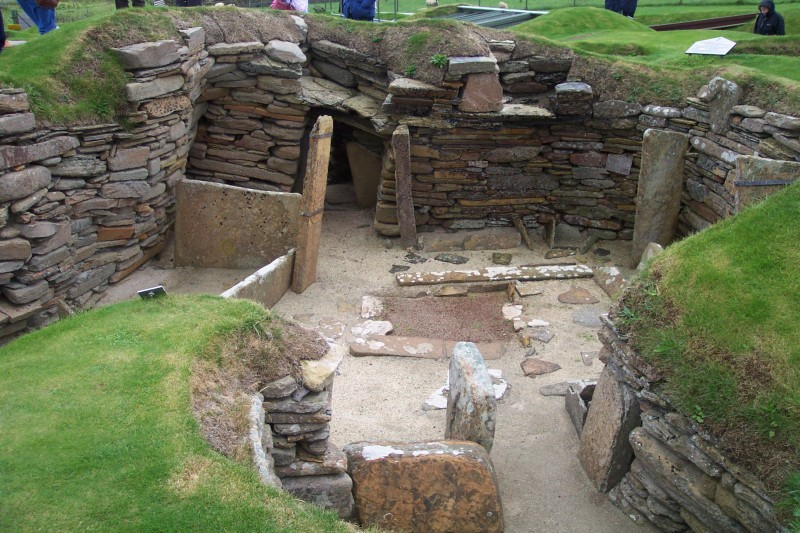
스캐러 브레이의 발굴된 거주지

스캐러 브레이 거주민들이 난로에 무엇을 태웠는지는 정확히 알 수 없다. 고든 차일드는 그들이 사용한 연료가 토탄이었을 것이라고 확신했지만, 초본 패턴과 추세를 상세히 분석한 결과, 오크니에 토탄층이 형성되기 적절한 기후환경이 마련된 것은 스캐러 브레이가 버려진 이후라는 결론이 내려졌다. 다른 연료 후보로는 유목이나 동물의 배설물 등이 있다. 말린 바닷말도 연료로 주로 사용되었다는 증거가 있다. 오크니의 몇몇 유적에서 유리질의 슬래그 같은 물질들이 발견되며 다시마(kelp)라고 불리곤 하는데, 이것들이 불타고 남은 바닷말일 가능성이 있다.
가옥들 안에는 돌로 만든 찬장, 가구, 의자, 사물함 등 가구들이 있다. 각 가옥들은 높이가 낮은 출입구를 통해 드나들 수 있고, 이 출입구에는 문 구실을 하는 석판이 달려 있다. 돌로 된 문설주에 빗장구멍이 파내져 있어서 이리로 빗장을 밀어넣어 문을 닫을 수 있다. 복잡한 배수 체계가 촌락 설계에 갖춰져 있으며, 각 가옥에는 원시적인 형태의 변기들도 있다.
가옥들 중 일곱 채는 침대와 장롱들이 모두 같은 위치에 배치되어 있다. 장롱을 문의 정반대편 벽에 세워놓아 출입구로 들어오면 가장 먼저 장롱을 보게 된다. 문의 오른쪽 벽에 큰 침대가 있고 왼쪽 벽에 작은 침대가 있다. 로이드 라잉(Lloyd Laing)은 이런 가구 배치가 20세기까지 헤브리디스에서 유지된 관습이라는 것을 지적하며, 큰 침대가 남편의 침대고 작은 침대가 아내의 침대일 것이라는 설을 제기했다. 몇몇 작은 침대에서는 구슬과 물감통이 발견된 것도 이 해석을 뒷받침한다. 대부분의 문간 왼쪽에 돌사물함이 놓여 있기에 집에 들어온 사람이 가옥의 오른쪽으로 돌아설 수밖에 없다는 것도 이 설을 지지하는 증거일 수 있다. 두 침대의 각각 앞에 돌기둥의 그루터기들이 남아 있는데, 모피 천개를 지지하는 기둥들이었을 수 있다. 이것 역시 오늘날까지 헤브리디스에서 지속되는 양식과 연결되는 지점이다.

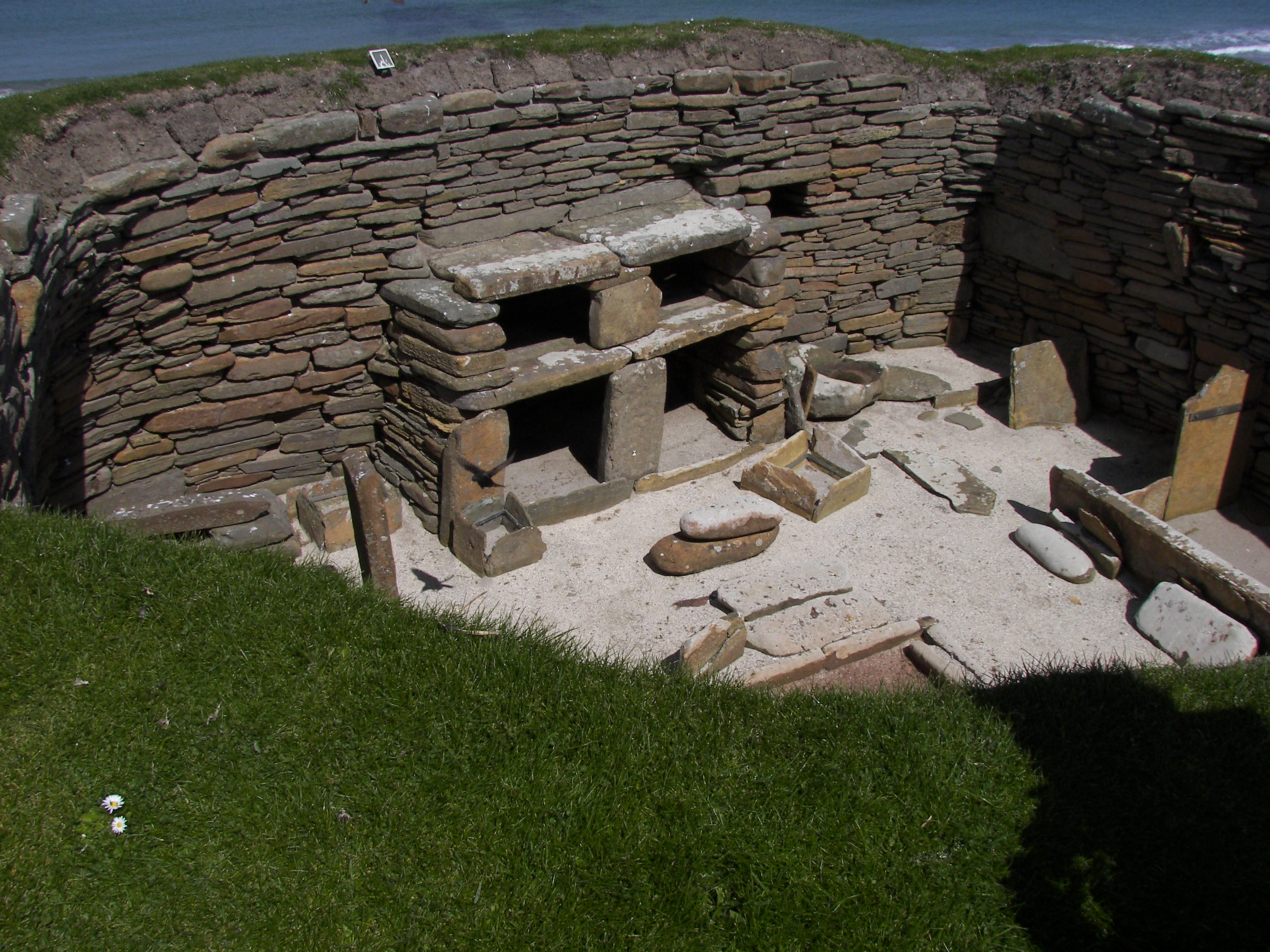
가옥 내부의 돌 가구

8번 가옥이라고 불리는 가옥 하나만은 사물함이나 장롱이 없다. 이 가옥은 작은 칸막이방처럼 보이는 구획들로 나뉘어 있다. 8번 가옥이 발굴되었을 당시 돌, 뼈, 사슴뿔 따위의 파편이 발견되었다. 어쩌면 8번 가옥은 뼈바늘이나 부싯돌도끼같은 간단한 도구를 만드는 공간이었을 수도 있다. 열을 받아 손상된 화산암, 그리고 연통처럼 생긴 구조물이 발견된 것도  이 해석을 뒷받침한다. 또한 8번 가옥은 다른 가옥들과 달리 패총 속을 파고들어 지어진 것이 아니고, 지상에 두께 2 미터 이상의 벽을 쌓아 만들었다는 점도 특이하다. 이 가옥의 입구에는 "포치"도 있다.
이 유적은 유럽에서 사람벼룩의 흔적이 최초로 발견되는 장소이기도 하다.
스캐러 브레이를 만든 홈무늬토기민들은 소와 양을 치는 목축민이었다. 최초 발굴자였던 차일드는 이 거주민들이 농사는 짓지 않았을 것이라 생각했지만, 1972년 패총에서 출토된 곡물 낱알은 보리농사가 지어졌을 가능성을 시사한다. 패총에 생선뼈와 조개껍질이 많이 발견되는 바, 거주민들은 해산물도 먹었을 것이다. 삿갓조개류가 흔하며, 이 조개들은 각 가옥의 사물함에 보관하면서 낚시미끼로 사용되었을 수도 있다. 사물함들은 얇은 석판을 짜맞추어 만들고 연결부위를 점토로 막아 물이 새지 않게 했다.
이런 목가적인 생활상과 전혀 상반되는, 스캐러 브레이 거주민들에 관한 특이한 해석도 있다. 유언 맥키(Euan MacKie)는 스캐러 브레이가 근처의 브로드가 환상열석이나 스테니스 선돌에서 천문·마술적 의식을 행하던 특권 성직 계급의 거주지였을 것이라는 설을 주장했다. 그레이엄 리치(Graham Ritchie)와 애나 리치(Anna Ritchie)는 그런 주장을 뒷받침할 만한 고고학적 증거가 없다며 맥키의 설에 회의적이다. 하지만 스캐러 브레이에서 나오는 낮은길(low road)이 브로드가와 스테니스를 모두 지나가며, 길의 종점이 매스 호웨의 연도분이라는 것도 사실이다. 낮은길이란 브리튼 제도에서 신석기 기념물들을 서로 연결하는 길들을 말한다.

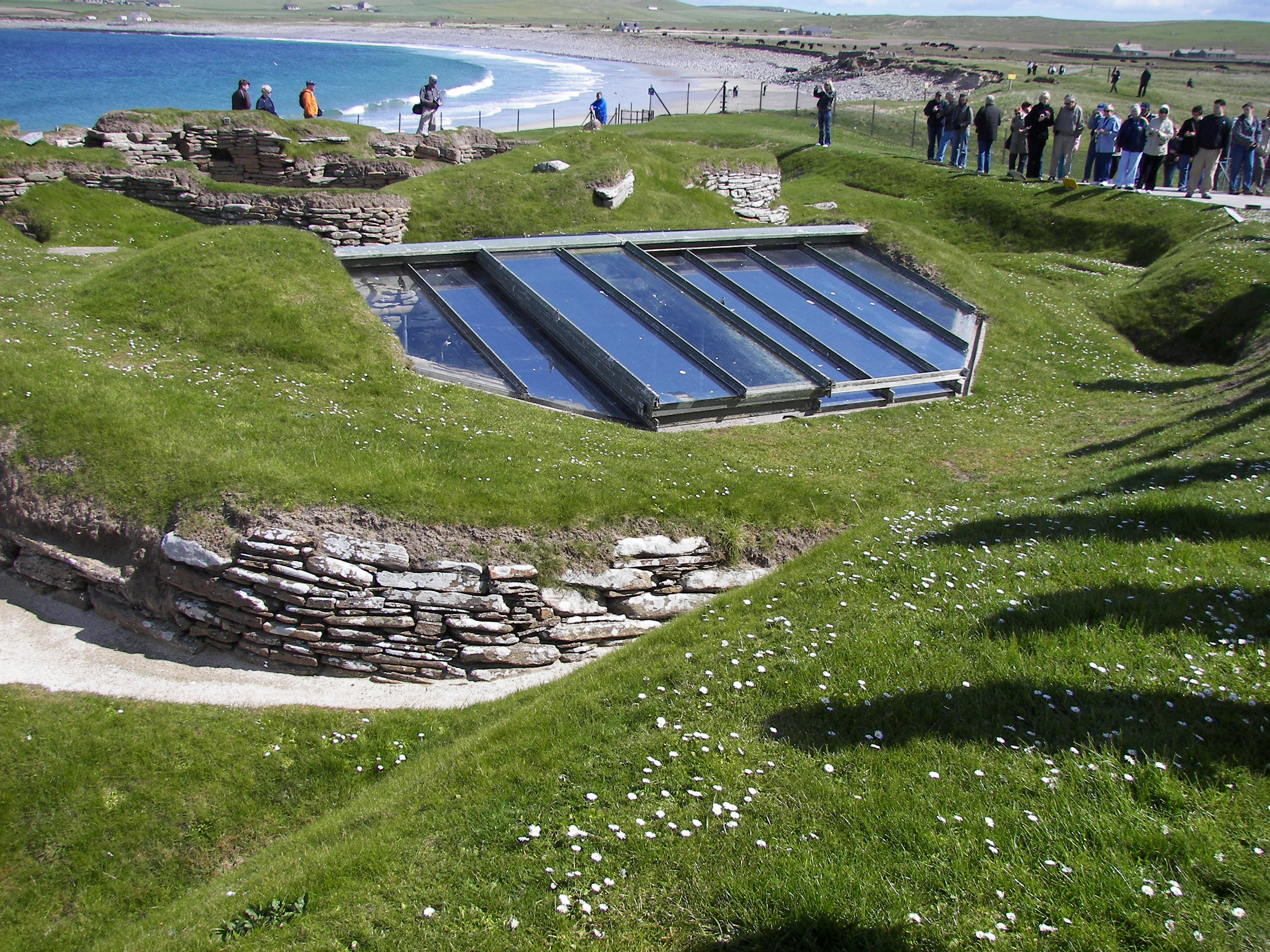
2007년 촬영된 스캐러 브레이 7번 가옥. 현재는 유리지붕을 철거하고 다시 뗏장을 덮어 놓았다. 유리로 인해 발생하는 습도와 열이 유적 보존에 해롭다고 여겨졌기 때문이다.

## 연대추정
차일드는 스캐러 브레이에 사람이 살았던 시기를 기원전 500년경 전후로 추측했다. 1972년-1973년에 추가적인 발굴이 이루어지면서 이 기존 설에 대한 반론이 제기되었다. 1970년대 발굴에서 수집된 표본에 대해 이루어진 탄소 연대 측정 결과 스캐러 브레이에는 기원전 3180년경부터 약 600년 간 사람이 거주했다는 결론이 내려졌다. 기후가 더 춥고 습하게 변화한 기원전 2500년경 거주민들이 거주지를 버렸던 것으로 보인다. 왜 거주민들이 스캐러 브레이를 버렸는지에 관해서는 다양한 설이 있다. 그 중 폭풍설이 유명하다. 에반 해딩엄(Evan Hadingham)은 발견된 유물 증거들을 조합하여 다음과 같은 극적인 시나리오를 제시했다.
| “ | 마치 폼페이의 경우처럼, 거주민들은 깜짝 놀라서 동물의 이빨과 뼈로 만든 목걸이, 바다코끼리 상아로 만든 핀 따위의 귀중품들을 내버리면서까지 허겁지겁 도망갔던 것으로 보인다. 몇몇 침대에는 고급한 고기 관절 잔해가 남아 있다. 아마 주민들은 마지막 저녁식사를 하고 있었을 것이다. 한 여자는 좁은 출입구를 서둘러 빠져나가면서 목걸이를 끊어질 정도로 꽉 움켜쥐었다. 산산이 흩어진 구슬들이 출입구에 나뒹구는 것을 뒤로한 채 그 여자는 허물어져 들어오는 모래를 피해 도망갔을 것이다. | ” |

그러나 애나 리치는 마을이 그런 재앙을 맞아 버려졌다는 해석에 강하게 반대한다.
| “ | 커다란 폭풍이 닥쳐와 집이 무너져 순식간에 모래에 파묻히게 되어 마을이 버려졌다는 신화가 널리 알려져 있지만, 사실 마을이 모래에 파묻히는 과정은 점진적으로 일어났으며, 마을이 이미 버려진 뒤에 이루어졌다. 왜 버려졌는지 그 이유는 아무도 모를 일이다. | ” |

스캐러 브레이가 오늘날에는 스칼 만 바로 옆 바닷가에 있지만, 과거에는 오늘날보다 바다와의 거리가 더 멀었고, 사구의 보호를 받는 민물 호수 가까이에 지어졌을 가능성도 충분히 있다. 지금 남아 있는 건물들도 충분히 유기적인 모양새를 보여주지만, 유적이 발견되어 보호용 방조제가 지어지기 전까지 바다의 침식으로 사라져간 다른 구조물들도 있었음이 확실하다. 다만 얼마나 사라졌는지 그 양은 알 수 없다.

## 참고 자료
- Beck, Roger B.; Black, Linda; Krieger, Larry S.; Naylor, Phillip C.; Shabaka, Dahia Ibo (1999). World History: Patterns of Interaction. Evanston, IL: McDougal Littell. ISBN 0-395-87274-X.
- Bramwell, Peter (2009). Pagan Themes in Modern Children's Fiction: Green Man, Shamanism, Earth Mysteries. New York: Palgrave Macmillan. ISBN 978-0-230-21839-0.
- Bryson, Bill (2010). At home : a short history of private life. London; New York: Doubleday. ISBN 978-0-385-60827-5.
- Buckland, Paul C.; Sadler, Jon P. (2003). “Insects”.   Edwards, Kevin J.; Ralston, Ian B.M. Scotland After the Ice Age: Environment, Archaeology and History, 8000 BC – AD 1000. Edinburgh: Edinburgh University Press. ISBN 0-7486-1736-1.
- Burl, Aubrey (1976). The Stone Circles of the British Isles. London: Yale University Press. ISBN 0-300-01972-6.
- Burl, Aubrey (1979). Prehistoric Avebury. London: Yale University Press. ISBN 0-300-02368-5.
- Castleden, Rodney (1987). The Stonehenge People. London: Routledge & Kegan Paul Ltd. ISBN 0-7102-0968-1.
- Childe, V. Gordon (1931). Skara Brae, a Pictish Village in Orkney. meeting held in London: monograph of the Royal Commission on the Ancient and Historical Monuments of Scotland.
- Childe, V. Gordon; Simpson, W. Douglas (1952). Illustrated History of Ancient Monuments: Vol. VI Scotland. Edinburgh: Her Majesty's Stationery Office.
- Childe, V. Gordon; Clarke, D. V. (1983). Skara Brae. Edinburgh: Her Majesty's Stationery Office. ISBN 0-11-491755-8.
- Clarke, D.V.; Sharples, Niall (1985). Settlements and Subsistence in the Third Millennium BC, in: Renfrew, Colin (Ed.) The Prehistory of Orkney BC 4000–1000 AD. Edinburgh: Edinburgh University Press. ISBN 0-85224-456-8.
- Darvill, Timothy (1987). Prehistoric Britain. London: Yale University Press. ISBN 0-300-03951-4.
- Fenton, Alexander (1978). Northern Isles: Orkney and Shetland. John Donald Publishers Ltd. ISBN 0-85976-019-7.
- Fidler, Kathleen (2005). The Boy with the Bronze Axe. Edinburgh: Floris Books. ISBN 978-0-86315-488-1.
- Hadingham, Evan (1975). Circles and Standing Stones: An Illustrated Exploration of the Megalith Mysteries of Early Britain. New York: Walker and Company. ISBN 0-8027-0463-8.
- Hawkes, Jacquetta (1986). The Shell Guide to British Archaeology. London: Michael Joseph. ISBN 0-7181-2448-0.
- Hedges, John W. (1984). Tomb of the Eagles: Death and Life in a Stone Age Tribe. New York: New Amsterdam. ISBN 0-941533-05-0.
- Keatinge, T.H.; Dickson, J.H. (1979). “Mid Flandrian Changes in Vegetation in Mainland Orkney”. New Phytol 82 (2): 585–612. doi:10.1111/j.1469-8137.1979.tb02684.x.
- Laing, Lloyd (1974). Orkney and Shetland: An Archaeological Guide. Newton Abbott: David and Charles Ltd. ISBN 0-7153-6305-0.
- Laing, Lloyd & Jennifer (1982). The Origins of Britain. London: Paladin. ISBN 0-586-08370-7.
- MacKie, Euan (1977). Science and Society in Prehistoric Britain. London: Palgrave Macmillan. ISBN 0-312-70245-0.
- Piggott, Stuart (1954). Neolithic Cultures of the British Isles. Cambridge University Press. ISBN 0-521-07781-8.
- Ritchie, Graham & Anna (1981). Scotland: Archaeology and Early History. New York: Thames and Hudson. ISBN 0-500-27365-0.
- Ritchie, Anna (1995). Prehistoric Orkney. London: B.T. Batsford Ltd. ISBN 0-7134-7593-5.